# KLM Cityhopper

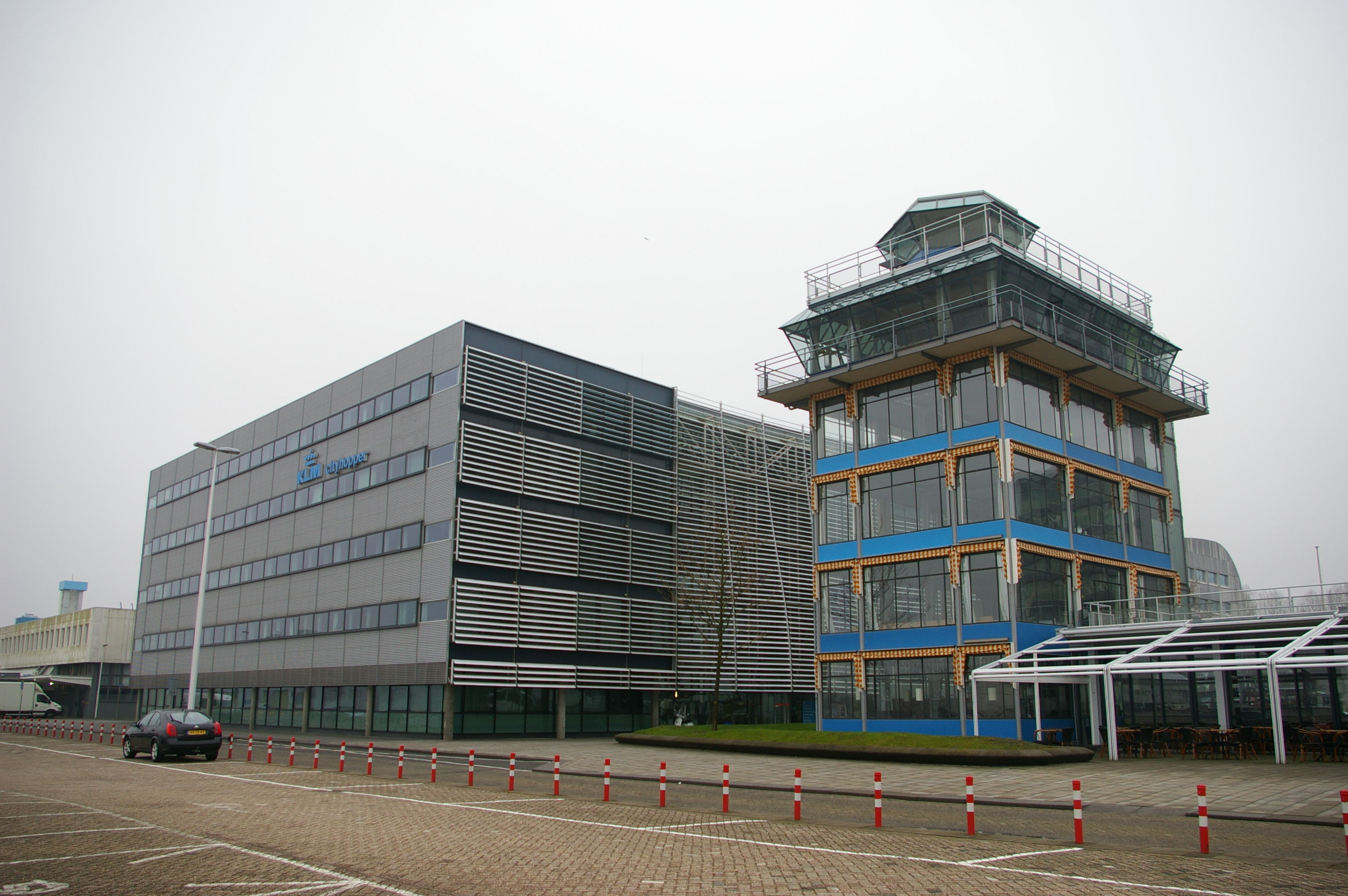
La sede di KLM Cityhopper.

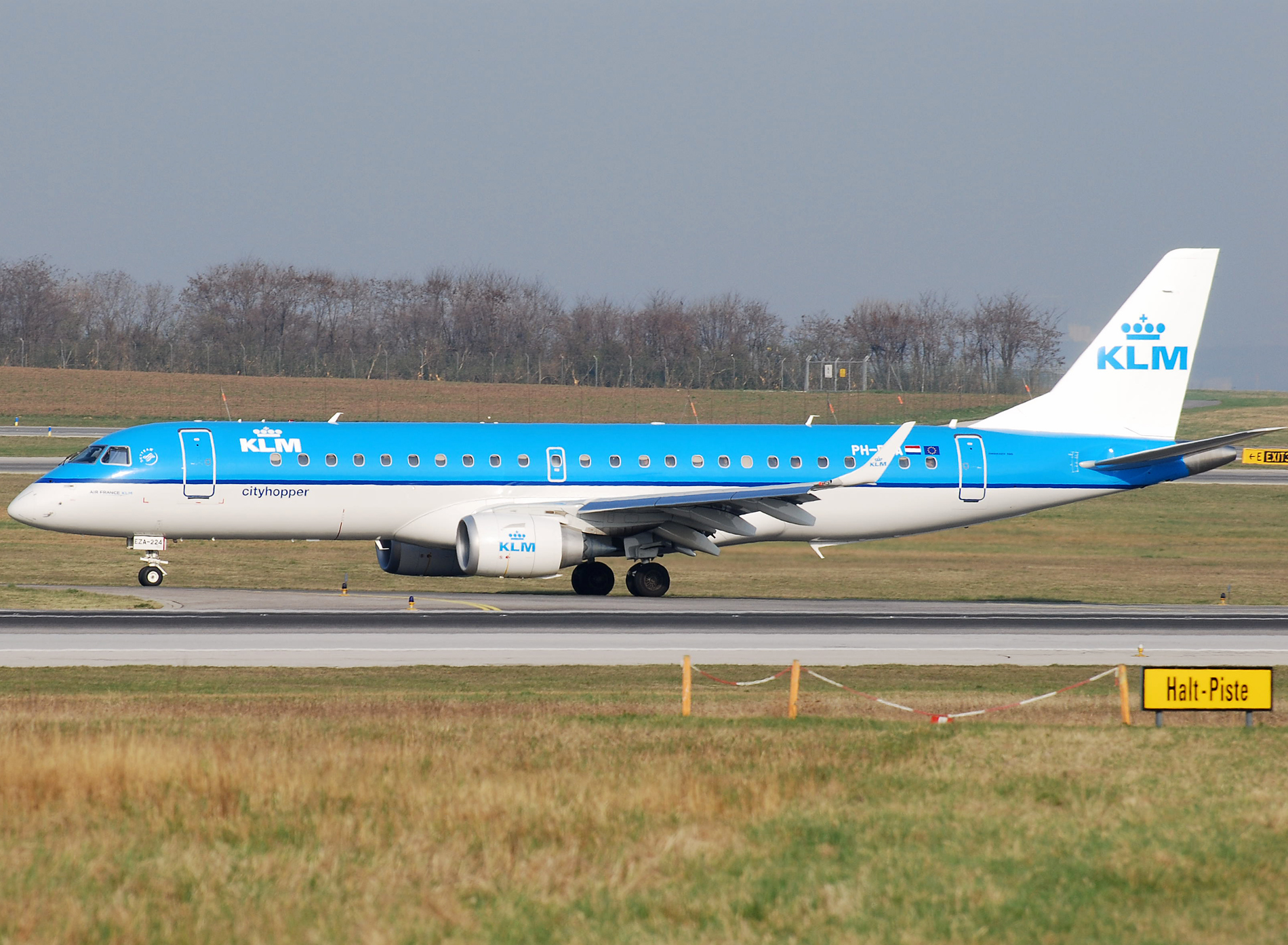
Un Embraer E190 di KLM Cityhopper con la livrea mantenuta fino al 2014.

KLM Cityhopper è una compagnia aerea regionale olandese, sussidiaria di KLM.
Il suo hub è situato presso l'aeroporto di Amsterdam-Schiphol e la sede ad Haarlemmermeer, nei Paesi Bassi.

## Storia

### NLM CityHopper

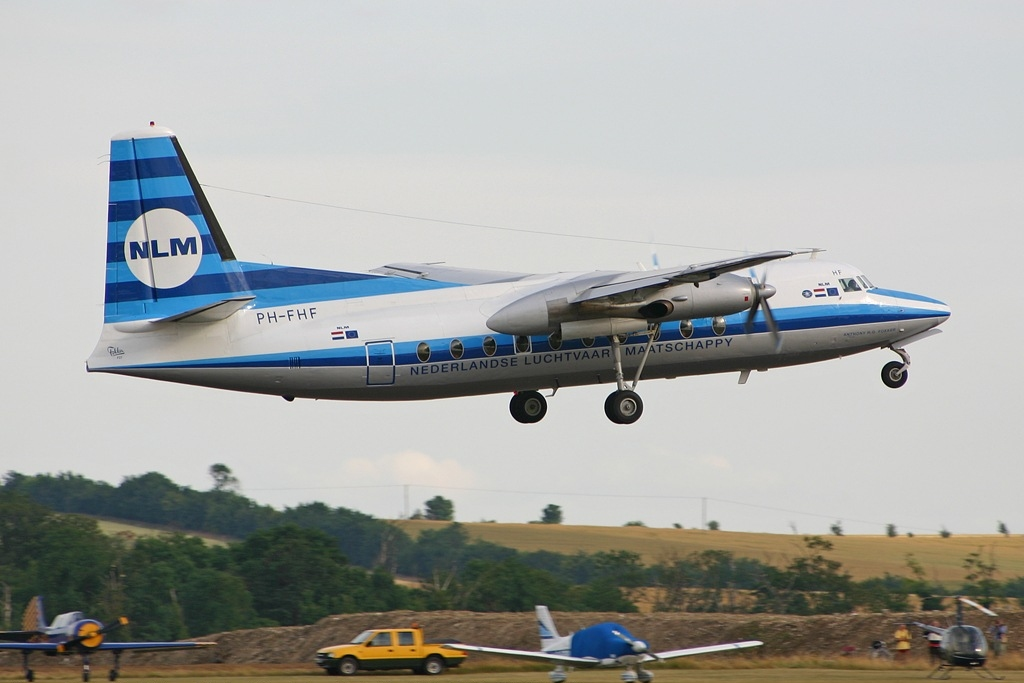
Un Fokker F27 di NLM Cityhopper.

Il primo tentativo di KLM di dotarsi di una divisione regionale risale al 12 settembre 1966, quando venne fondata la NLM (Nederlandse Luchtvaart Maatschappij). La compagnia ha iniziato le operazioni con dei Fokker F27, concentrandosi sul collegare passeggeri business fra Amsterdam e altre città olandesi. In questa fase, l'aerolinea effettuava anche brevi trasvolate dimostrative, per far familiarizzare le persone con i voli e attrarre così nuovi passeggeri.
Nel corso degli anni '70, la compagnia cambiò strategia cominciando ad operare anche voli internazionali da Amsterdam. Per l'occasione, le venne cambiato il nome in NLM CityHopper.

### La nascita di KLM Cityhopper

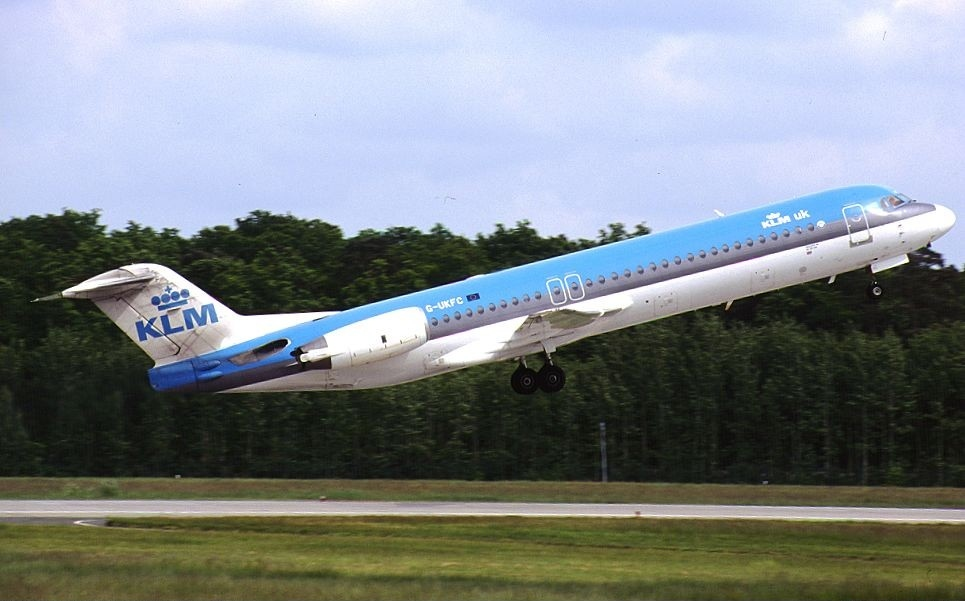
Un Fokker F100 di KLM UK, successivamente integrato nella flotta di KLM Cityhopper.

Nel 1988 KLM ha acquisito un'altra compagnia regionale, la NetherLines. Dopo tre anni di operazioni separate, decise di fonderla con la NLM CityHopper, cambiandole da questo momento il nome in KLM Cityhopper. Il processo è stato ufficialmente completato il 1º aprile 1991. In quegli anni la compagnia si è dotata di numerosi aerei Fokker F50, F70 e F100, di cui arrivò ad avere la flotta più numerosa in Europa.
Nel 2003 KLM Cityhopper ha incorporato un'altra compagnia, KLM UK. Quest'ultima era stata acquistata da KLM nel 1997; in precedenza si chiamava Air UK, ma non aveva avuto molta fortuna. Dalla fusione, KLM Cityhopper ha ereditato un gran numero di rotte verso il Regno Unito, che ne hanno ulteriormente rafforzato la struttura.

### Sviluppi recenti
A partire dal 2011 la flotta di KLM Cityhopper è stata ampliata e modernizzata, grazie all'arrivo di numerosi aeromobili Embraer che hanno gradualmente sostituito i datati Fokker. La compagnia mantiene la sua principale attività nell'operare rotte di breve lunghezza, effettuando all'occorrenza anche collegamenti per conto di KLM quando vi sia minore richiesta di passeggeri.

## Destinazioni
KLM Cityhopper opera dall'aeroporto di Amsterdam verso numerose destinazioni in Europa, in particolare diversi collegamenti con il Regno Unito sviluppati dopo la fusione con KLM UK. In alcuni casi effettua anche voli su rotte operate da KLM, quando sono richiesti aerei con minore capienza.

## Flotta

### Flotta attuale

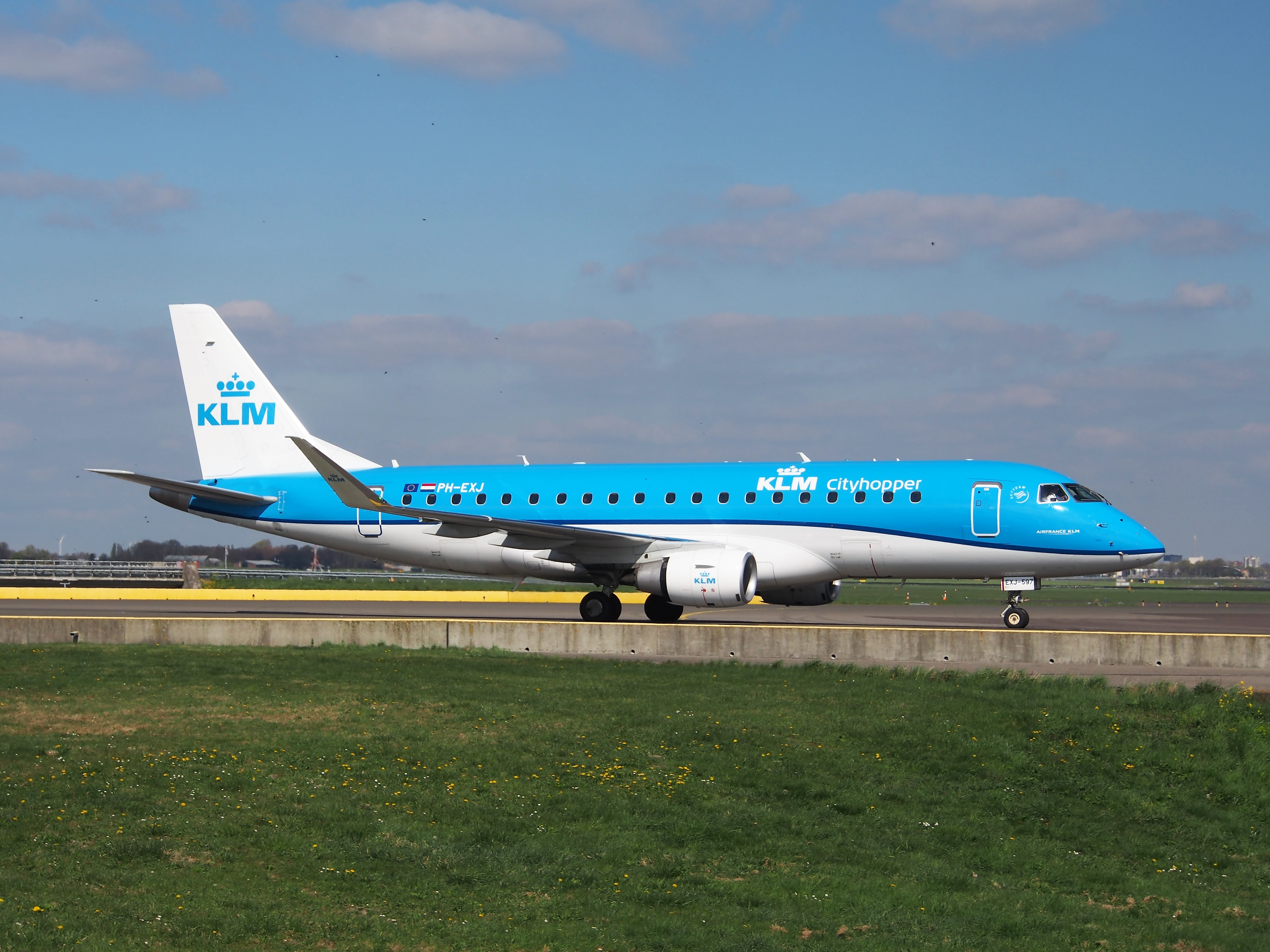
Un Embraer E175.

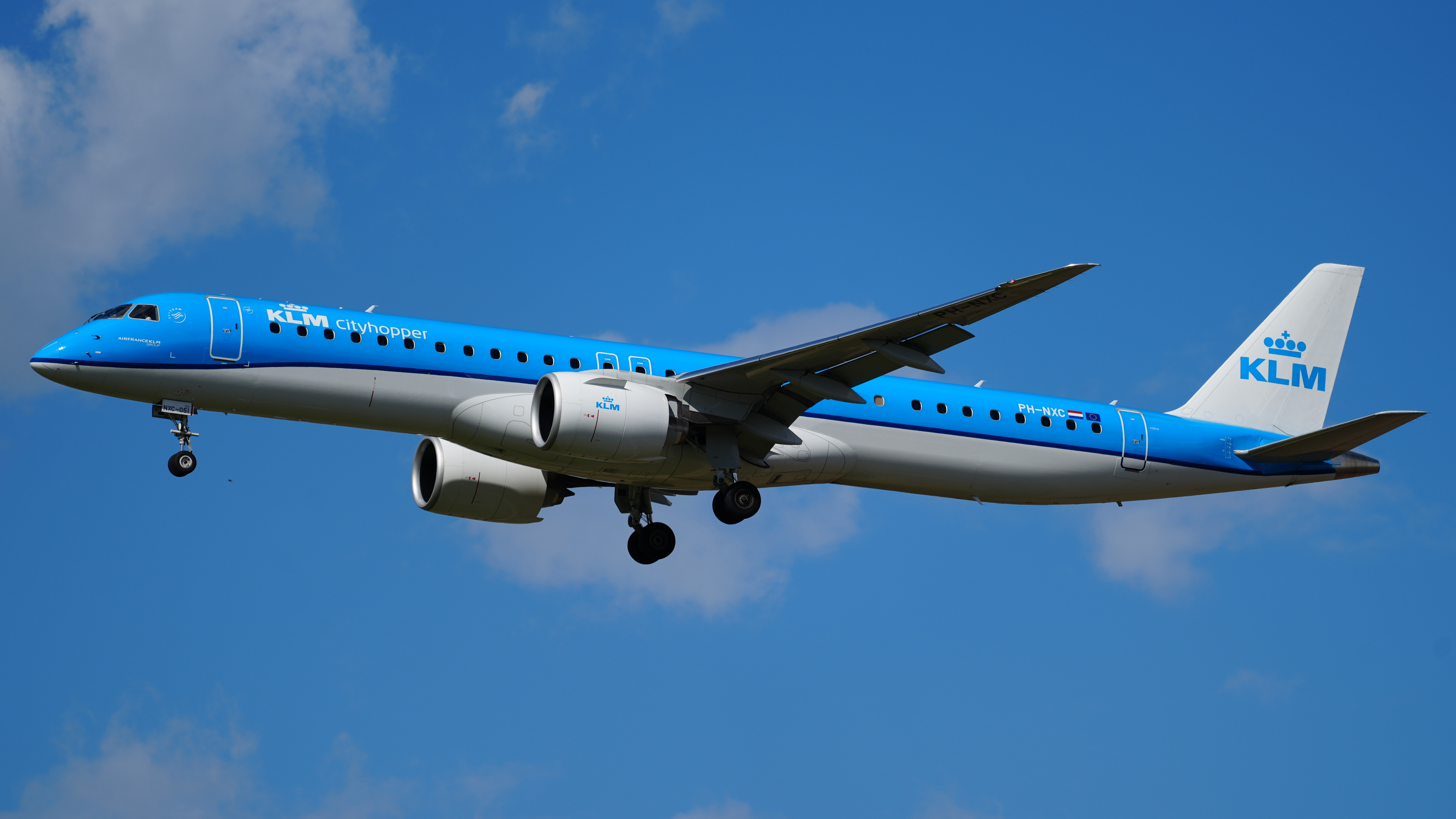
Un Embraer E195-E2.

La flotta di KLM Cityhopper ad agosto 2024 consiste nei seguenti aeromobili:

### Flotta storica

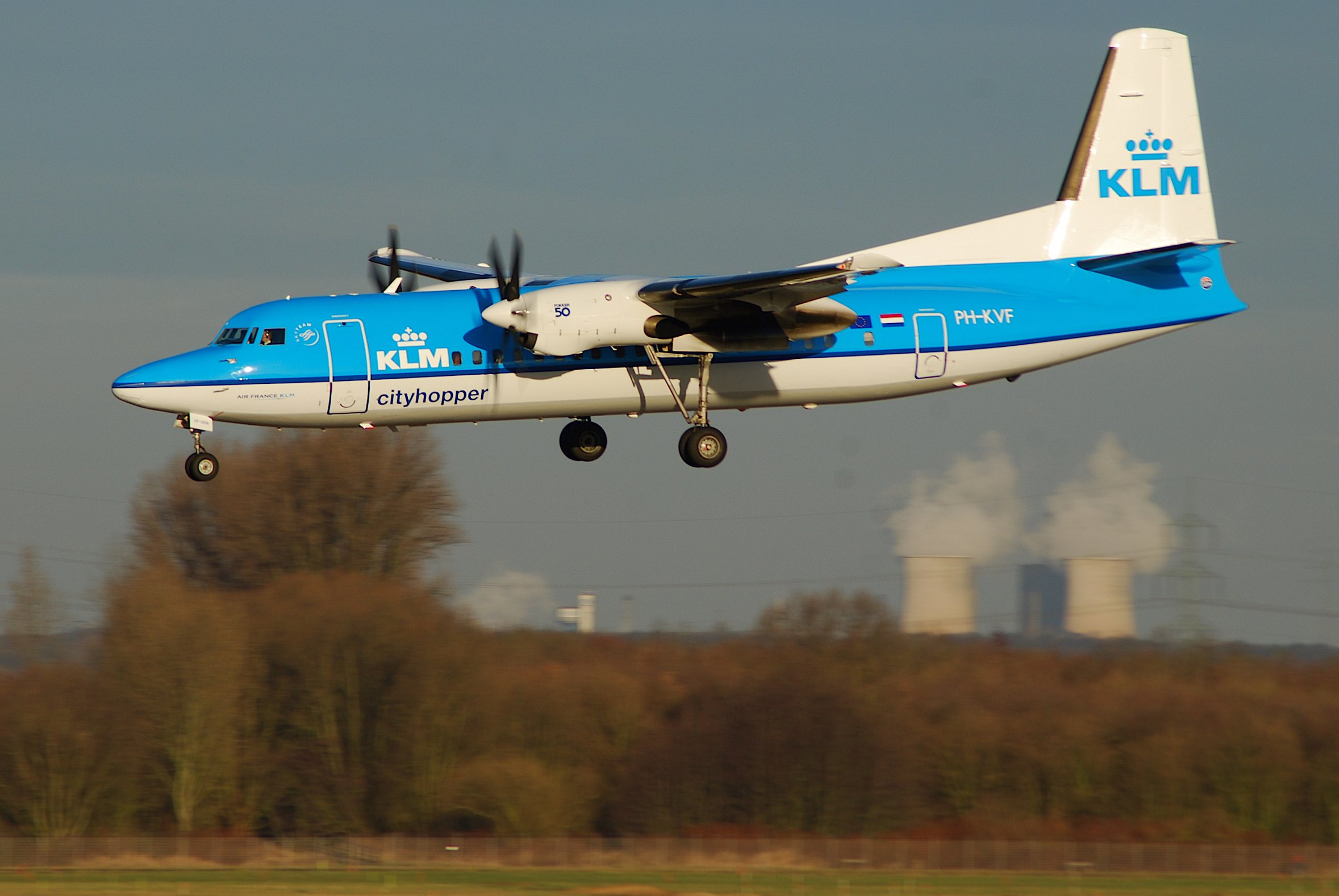
Un Fokker F50.

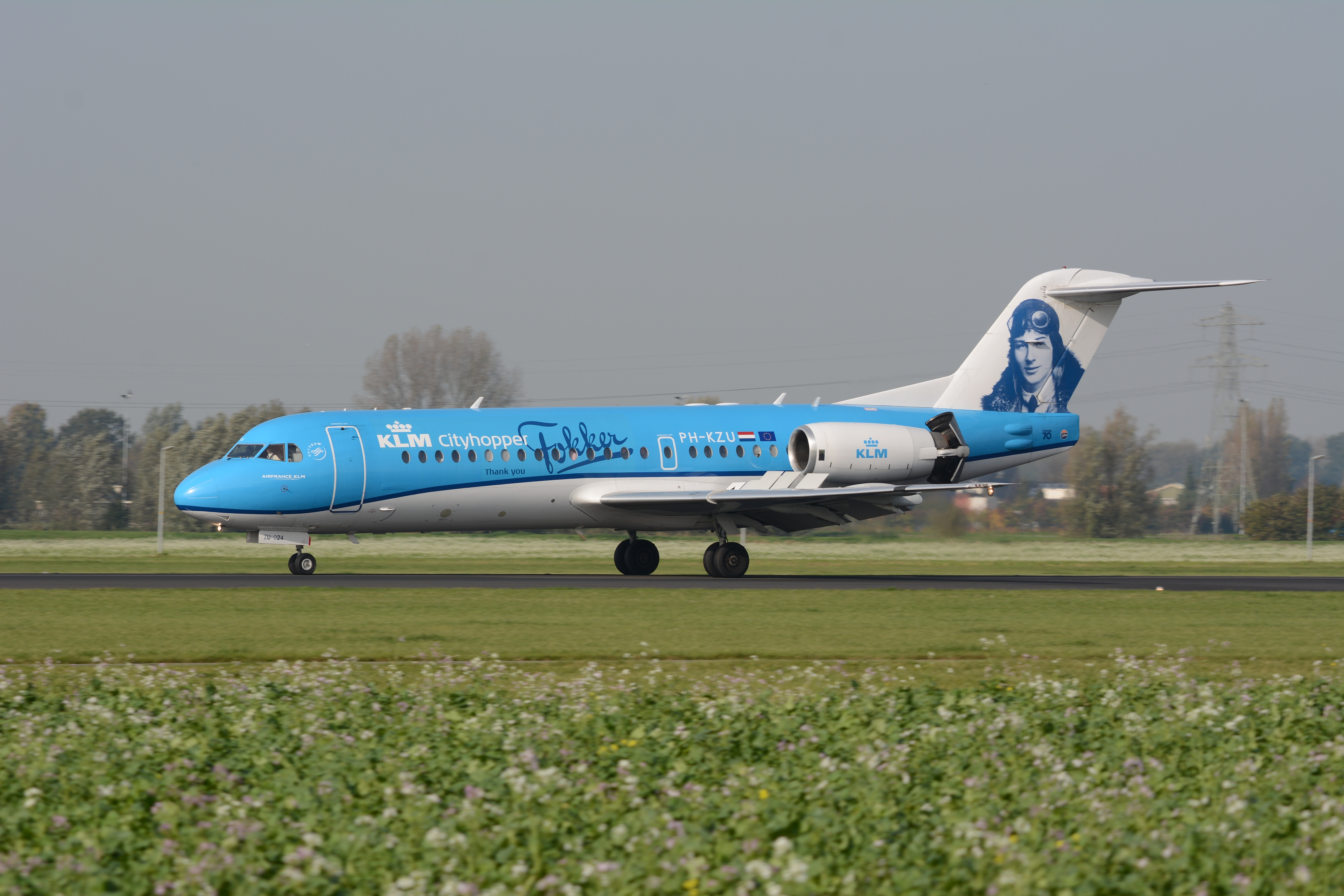
Un Fokker F70 in una livrea speciale applicata in occasione del ritiro dell'ultimo esemplare.

Dalla sua fondazione nel 1978, KLM Cityhopper ha operato una flotta in prevalenza di aerei Fokker, nel tempo sostituiti dai più efficienti Embraer. Fino al ritiro dell'ultimo esemplare nell'ottobre del 2017, era anche responsabile del Fokker 70 operato come aereo di Stato, con matricola PH-KBX.
In passato ha operato i seguenti aeromobili:

## Incidenti
KLM Cityhopper è stata vittima di due tra incidenti e inconvenienti nella sua storia. Il più grave è stato il volo KLM Cityhopper 433, operato da un Saab 340 che si è schiantato all'aeroporto di Amsterdam-Schiphol il 4 aprile 1994. La causa è stata un errore del pilota durante un tentativo di riattaccata.